# Roger Viry-Babel
Pour les articles homonymes, voir Viry et Babel.
Roger Viry-Babel, né le 19 janvier 1945 à Mirecourt et mort en 2006 à Nancy, est un universitaire et un cinéaste français. Pionnier de l'enseignement de l'audiovisuel à l'université, il a consacré sa vie à lier un travail cinéphilique, pédagogique et régionaliste. Il se définissait comme un saltimbanque.

## Biographie
Petit-fils d’un luthier et d’une brodeuse de Mirecourt, Roger Viry-Babel naît le 19 janvier 1945 dans la commune, quelques mois après la mort accidentelle de son père. Sa mère est institutrice. Son enfance se passe à Nancy, à la cité universitaire dont son père adoptif est directeur. Cette enfance passée au sein de l'université même expliquera en partie son attachement futur à l'université de Nancy.
Il fréquente le lycée Henri-Poincaré, où il obtient son baccalauréat, puis entreprend des études de littérature française qui le conduisent à travailler sur Albert Camus. Durant ses études, en 1965, il devient vice-président du journal étudiant L'Écho des Lettres où il publie ses premières critiques cinématographiques. En 1969, il se marie avec Françoise Charmoillaux dont il a quatre enfants : Jean Viry-Babel, Gérard, François et Anne.
L'année suivante, il devient assistant de littérature française à l'UER Lettres à Nancy. Dans ce cadre, sous la direction de Guy Borelli, il organise le premier colloque sur l'enseignement et le cinéma (Nancy, 1973) et entreprend un travail sur le film La Grande Illusion de Jean Renoir. Il se forge une culture cinéphilique (le scénariste Henri Jeanson le cite dans ses mémoires Soixante-dix ans d'adolescence[Où ?]) et une solide réputation dans l'audiovisuel régional, où il apprend le métier de cinéaste aux côtés du réalisateur Michel Guillet.
En 1974, il participe à la création du Fufu, le Festival universitaire du film underground, à Nancy, dont il devient le premier président.
Cela le conduit à être choisi comme directeur de Radio France Nancy (1983-1985). Il donnera libre antenne à plusieurs jeunes auteurs lorrains dont Lefred-Thouron, Francis Kuntz et Kleude. Durant cette période, avec Noël Nel, il crée des diplômes universitaires en cinéma (licence, maîtrise, puis DEA). Après une thèse d'État sur les femmes chez Jean Renoir et un ouvrage Jean Renoir, le jeu et la règle, il devient professeur des universités en 1987. Il a 42 ans et affirme ses engagements : en 1989, il est conseiller municipal PS de Vandœuvre-lès-Nancy, ainsi qu'en 1992.
Ces travaux ne l'empêchent pas de continuer à publier. En 1993, il obtient d'ailleurs le prix de l'Académie des Beaux-Arts, pour le livre coécrit avec Daniel Corinaut, Travelling du rail. Il devient associé-correspondant de l'Académie de Stanislas.
Profitant du plan « Université 2000», il fonde avec Noël Nel et Éric Schmulevitch l'Institut européen du cinéma et de l'audiovisuel, qui sera inauguré en 1994.
Parallèlement à ses activités universitaires, il s'affirme dans des stratégies de production : producteur de l'émission Continentales (FR3) en 1995, producteur de l'émission Je me souviens de 1990 à 1997, cofondateur de la société Ere production (Nancy) en 1996.
En 2003, il obtient le prix Jacques-Rosenberg (fondation Auschwitz) pour le film, coréalisé avec Régis Latouche, Français pour 42 sous. L'ensemble de sa carrière sera salué en 2005 par sa nomination au titre de chevalier des Arts et des Lettres.
Il meurt le 15 mai 2006 à Nancy, d'une brusque maladie.

## Filmographie sommaire

### Acteur
- 1971 : L'Urne noire d'Alain Lithaud : le votant
- 1977 : La Mort du téméraire de Marthe Hornus : le journaliste qui interviewe Charles le Téméraire (Roger Hanin)
- 1978 : Louise Michel, la Vierge Rouge de Michel Guillet : l'officier versaillais
- 1977 : Les Confessions d'un enfant de chœur de Jean L'Hôte : le cousin
- 1978 : Propos d'un libertin de Michel Guillet : Diderot / le journaliste
- 1981 : Le Mécréant de Jean L'Hôte : le planton
- 1981 : Les Enquêtes du commissaire Maigret de Stéphane Bertin (série télévisée), épisode Maigret se trompe : le professeur Mansuy, le chef de clinique
- 2006 : Le Temps de la désobéissance téléfilm de Patrick Volson : Alex, Le journaliste

### Scénariste
- 1976 : Le Bonjour d'Ernest de Michel Guillet - Documentaire, 13 min, FR3
- 1976 : Défense d'aller rue basse de Derri Berkani - Documentaire, 15 min, FR3
- 1976 : Sauvage de Nancy de Michel Guillet - Documentaire, 13 min, FR3
- 1977 : La Mort du téméraire de Marthe Hornus - Fiction, 13 min, FR3, avec Roger Hanin
- 1978 : Louise Michel, la vierge rouge de Michel Guillet - Fiction documentaire, 26 min, FR3, avec Monique Chaumette
- 1978 : Les Z'ados, épisode Moto, boulot, Bachot d'Alain Toublanc-Michel - Fiction, 26 min, FR3
- 1978 : Propos d'un libertin de Michel Guillet - Fiction documentaire, 13 min, FR3
- 1980 : Pilatre de Rozier de Michel Guillet - Documentaire, 13 min, FR3
- 1981 : Rue Bernard Noël de Michel Guillet - Documentaire, 13 min, FR3
- 1981 : Des Renoir de Michel Guillet : Documentaire, 55 min, FR3, avec Marcel Dalio
- 1981 : Procès à Grandville ou le tribunal des animaux de Michel Guillet, fiction documentaire, 26 min, FR3, avec Léo Ferré

### Réalisateur
- 1975 : Les MJC maisons de la jeunesse et de la culture ont 30 ans, coréalisé avec Arlette Hoffmann  - Documentaire, 27 min, FR3
- 1976 : Louis Ducreux, coréalisé avec Jean Marcellot  - Documentaire, 15 min, FR3
- 1978 : Propos d'un libertin : Diderot, coréalisé avec Michel Guillet  - Documentaire, 13 min, FR3
- 1979 : Le Violon du diable - fiction, 45 min, FR3
- 1984 : Robert Schuman, coréalisé avec Jean-Marie Deconinck - Documentaire, 104 min, RTBF
- 1992 : Ceux des Eparges, coréalisé avec Patrick Martin - Documentaire, 30 min, France 3
- 1990 : L'Amérique de Jean Baudrillard - Documentaire, 13 min, France 3
- 1992 : De ce lieu et de ce jour - Documentaire, 55 min, France 3
- 1992 : Jacques Callot, miroir de son siècle - Documentaire sur un scénario de Georges Sadoul, 1992, 55 min, France 3, avec Tom Novembre
- 1992 : La Dynastie Sadoul - Documentaire, 26 min, France 3
- 1992 : La Rue Saint-Jean - Documentaire d'après un texte de Jean L'Hôte, 13 min, France 3
- 1993 : Tabac sur celluloïd - Documentaire, 20 min, France 3
- 1993 : Retour à Longwy - Documentaire, 13 min, France 3
- 1995 : Il était une fois dans l'Est - Documentaire, 5 × 26 min, France 3
- 1995 : Les Comédiens - Documentaire, 26 min, France 3
- 1992 : Les Naufragés du service 13 - captation de la pièce de Jean L'Hôte, mise en scène de Denis Milos, 90 min
- 1999 : Paul Verlaine -  Documentaire, 26 min, France 3
- 2000 : L'Héritage du charbon, épisode 6 - Documentaire, 26 min, France 3
- 2000 : Mémoires de Franche-Comté - Documentaire, 52 min, éditions Montparnasse
- 2000 : Français pour 42 sous, coréalisé avec Régis Latouche - Documentaire, 104 min, France 3
- 2001 : Le Pays aux 800 000 présidents, coréalisé avec Régis Latouche - Documentaire, 104 min, France 3
- 2001 : La Route des grandes gueules - Documentaire, 52 min, France 3
- 2002 : Retour à Mirecourt - Documentaire, 20 min, IECA
- 2004 : Poinca, avec le temps... - Documentaire, 100 min, IECA
- 2004 : Sweet Lorraine, suite lorraine (septembre 1944) - coréalisé avec Nathalie Conq et André Villeroy - Documentaire, 100 min, IECA
- 2006 : Qui étaient les 7 flics de Nancy ?, coréalisé avec Nathalie Conq - Documentaire, 34 min, IECA

## Théâtre
- 2004 : Le Neveu de Rameau - mise en scène Gilles Losseroy, captation André Villeroy et Brice Roustang, théâtre : "Moi", aux côtés de Fabrice Colombero, "lui"

## Hommages
- 1990 : dédicace au début des Ombelles du Caucase, roman de Marcel Cordier, Sarreguemines, éditions Pierron
- 2006 : journée hommage à Roger Viry-Babel, organisée dans le cadre du festival de cinéma Aye-Aye (Nancy)
- 2006 : dédicace au générique de début des Petits secrets de Stanislas, film documentaire de Régis Latouche (France 3)
- 2007 : inauguration de la salle Roger-Viry-Babel au cinéma Le Rio à Mirecourt[6]
- 2008 : dédicace au générique de fin du film Il y a longtemps que je t'aime, de Philippe Claudel, tourné en partie à Nancy

## Citations
- « Il me faut avouer que dans ces années passées, la communication que j’ai tenté d’établir avec un lecteur, un spectateur ou un auditeur toujours anonymes, ne s’est jamais faite qu’avec passion et raison. La passion d’apprendre, mais aussi celle d’enseigner et de distraire (on ne fait bien les choses qu’avec humour), la passion de l’Histoire que m’ont inoculée mes maîtres dans cette université. Mais aussi cette raison qui pousse à démontrer que l’image n’est en rien inférieure (ou supérieure) à l’écrit et que la parole peut ne pas être futile. »
- « Le magnétoscope eut aussi des effets pervers. Il fit prendre l'image vidéo comme seule réalité cinématographique, vidant les salles de cinéma, détournant les étudiants du plaisir de voir ensemble dans le noir, de partager un rituel festif qui entrait dans notre plaisir de voyeur cinématographique. »[7]

## Distinctions
- Chevalier de l'ordre des Arts et des Lettres